# La Neuville-Housset
Pour les articles homonymes, voir Neuville.
La Neuville-Housset est une commune française située dans le département de l'Aisne, en région Hauts-de-France.

## Géographie

### Hydrographie
La commune est située dans le bassin Seine-Normandie. Elle n'est drainée par aucun cours d'eau,.

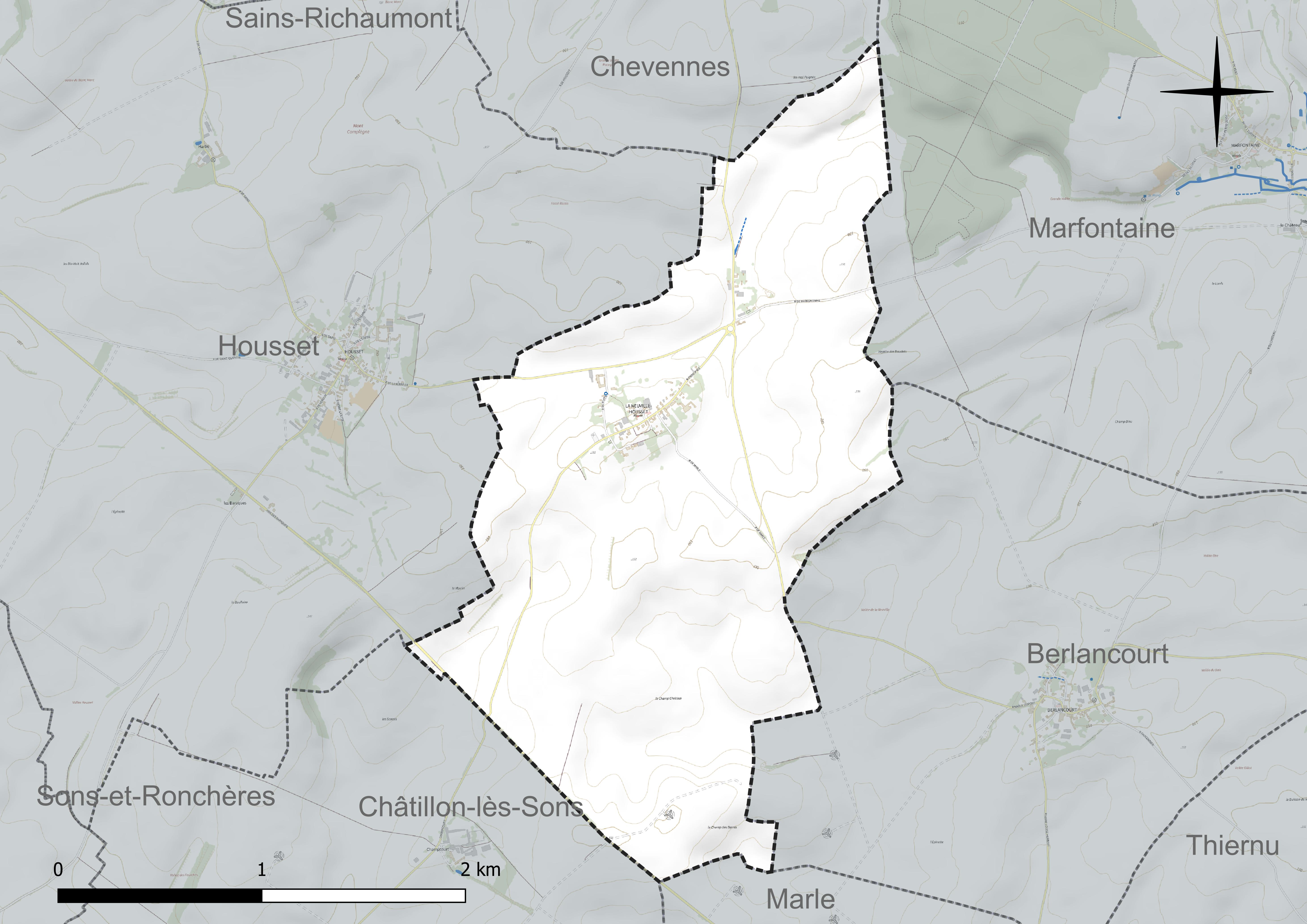
Réseau hydrographique de la Neuville-Housset.

### Climat
Pour des articles plus généraux, voir Climat des Hauts-de-France et Climat de l'Aisne.
En 2010, le climat de la commune est de type climat océanique dégradé des plaines du Centre et du Nord, selon une étude du CNRS s'appuyant sur une série de données couvrant la période 1971-2000. En 2020, Météo-France publie une typologie des climats de la France métropolitaine dans laquelle la commune est exposée à un climat océanique altéré et est dans la région climatique Nord-est du bassin Parisien, caractérisée par un ensoleillement médiocre, une pluviométrie moyenne régulièrement répartie au cours de l'année et un hiver froid (3 °C).
Pour la période 1971-2000, la température annuelle moyenne est de 10 °C, avec une amplitude thermique annuelle de 15,1 °C. Le cumul annuel moyen de précipitations est de 808 mm, avec 12,8 jours de précipitations en janvier et 9,3 jours en juillet. Pour la période 1991-2020, la température moyenne annuelle observée sur la station météorologique la plus proche, située sur la commune de Fontaine-lès-Vervins à 14 km à vol d'oiseau, est de 10,5 °C et le cumul annuel moyen de précipitations est de 826,3 mm,. Pour l'avenir, les paramètres climatiques de la commune estimés pour 2050 selon différents scénarios d'émission de gaz à effet de serre sont consultables sur un site dédié publié par Météo-France en novembre 2022.

## Urbanisme

### Typologie
Au 1er janvier 2024, La Neuville-Housset est catégorisée commune rurale à habitat très dispersé, selon la nouvelle grille communale de densité à 7 niveaux définie par l'Insee en 2022.
Elle est située hors unité urbaine et hors attraction des villes,.

### Occupation des sols
L'occupation des sols de la commune, telle qu'elle ressort de la base de données européenne d'occupation biophysique des sols Corine Land Cover (CLC), est marquée par l'importance des territoires agricoles (92 % en 2018), une proportion identique à celle de 1990 (92 %). La répartition détaillée en 2018 est la suivante : 
terres arables (92 %), zones urbanisées (7,9 %).
L'évolution de l'occupation des sols de la commune et de ses infrastructures peut être observée sur les différentes représentations cartographiques du territoire : la carte de Cassini (XVIIIe siècle), la carte d'état-major (1820-1866) et les cartes ou photos aériennes de l'IGN pour la période actuelle (1950 à aujourd'hui).

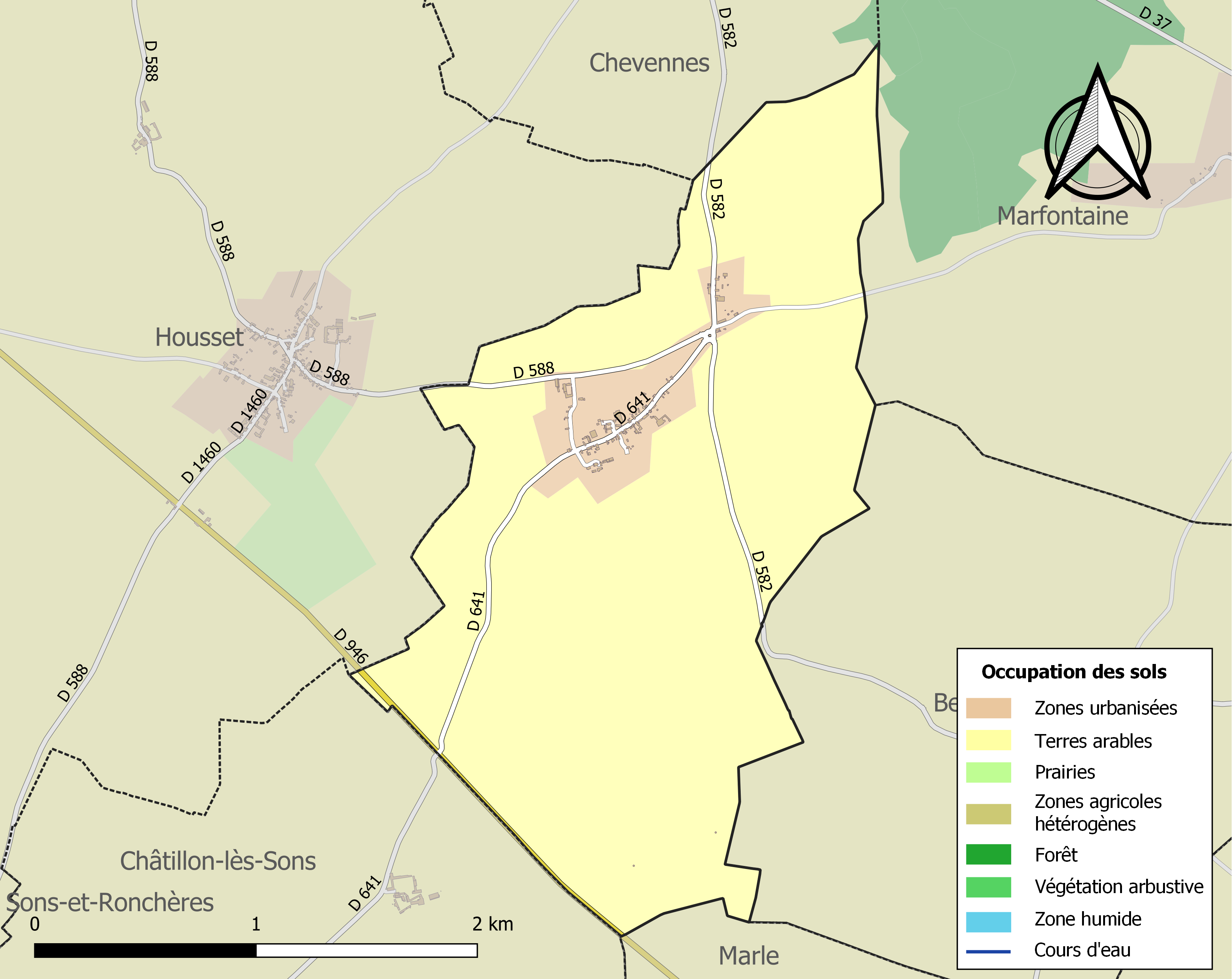
Carte de l'occupation des sols de la commune en 2018 (CLC).

## Toponymie
Le nom de la localité est attesté sous les formes Novavilla (1171) ; Nova-Villa-juxta-Hosel (XIIe siècle) ; Nuevile-de-Housiel (1274) ; Nova-villa-de-Houssello (XIIIe siècle) ; Nova-Villa-ad-Stilliada (1340) ; Neuville-de-Houssel (1405) ; Nuefville-de-Housset (1436) ; Neufville-de-Houssel (1460) ; Noeufville-leis-Houssel (1475) ; Noefville-les-Houssel (1479) ; Neufville-lez-Houssel (1486) ; Nuefville-les-Houssel (1488) ; Novefville-les-Houssel (1504) ; Neufville-de-Housset (1536) ; Neufville-Houssel (1559) ; Neuville-Houssel (1579) ; Neufville-Housset (1596) ; Neufville-de-Houset (1640) ; Neufville-Houssay (1701).

Neuville : de l'adjectif de l'oïl neuve et ville « village ».
La préposition « lès », des formes anciennes de 1475 à 1504, permet de signifier la proximité d'un lieu géographique par rapport à un autre lieu. En règle générale, il s'agit d'une localité qui tient à se situer par rapport à une ville voisine plus grande. La commune de La Neuville indique qu'elle se situe près de Housset.

## Histoire
À proximité de l'église, on peut apercevoir la dernière meule utilisée dans le moulin avant sa destruction.
Le 29 août 1914 à 13 h 45, le 73e RI (originaire de Béthune dans le Pas-de-Calais) arrive dans le village de La Neuville-Housset qui est déjà occupé par une compagnie du génie.
À 14 h, le régiment reçoit l'ordre de se porter à l'ouest de La Neuville-Housset en soutien vers la ferme La Chaussée.
Le 1er bataillon se place en soutien droite de l'artillerie.
La 3e compagnie sur le plateau de La Neuville-Housset.
La 1re compagnie vers la cote 160.
À 19 h, le 3e bataillon va occuper le village.
À 22 h 20, le 1er bataillon se rend en cantonnement d'alerte à Berlancourt.
À 22 h 30, le 2e bataillon s'installe sommairement pour la nuit à Chévennes.
(source : journal de marche du 73e RI de Béthune)
Un bombardier américain B-26 Marauder s'écrase à la Neuville-Housset le 24 novembre 1944. Les membres de l'équipage étaient : William Floyd Ray, Dennis Jones, Raul Pompa, Preston Prejean, James Dubois, James Padgett, Wetzel Kimball. Raul Pompa aurait survécu à l'accident, son témoignage : Chute directement dans un champ labouré, à côté du village de La Neuville Housset ... En rentrant à leur base, A-71, après une mission de bombardement à Kaiserslautern, le pilote et le copilote ont oublié de réinitialiser l'altimètre ... Ils pensaient voler 200 pieds plus haut qu'ils ne l'étaient réellement ... Le temps était mauvais ... Il neigeait et gelait, et c'était le crépuscule ou la nuit ... Le pilote et le copilote n'ont pas eu le temps de réagir avant qu'il ne soit trop tard ... Le Lt Padgett avait participé à 16 missions en Allemagne. Un monument est construit pour commémorer l'accident (date à préciser). Pour les 75 ans de l'événement, un indicatif spécial radioamateur, TM75MAR, a émis du 11 au 24 novembre 2019.

## Politique et administration

### Découpage territorial
La commune de Neuville-Housset est membre de la communauté de communes de la Thiérache du Centre, un établissement public de coopération intercommunale (EPCI) à fiscalité propre créé le 31 décembre 1992 dont le siège est à La Capelle. Ce dernier est par ailleurs membre d'autres groupements intercommunaux.
Sur le plan administratif, elle est rattachée à l'arrondissement de Vervins, au département de l'Aisne et à la région Hauts-de-France. Sur le plan électoral, elle dépend du  canton de Marle pour l'élection des conseillers départementaux, depuis le redécoupage cantonal de 2014 entré en vigueur en 2015, et de la troisième circonscription de l'Aisne  pour les élections législatives, depuis le dernier découpage électoral de 2010.

### Administration municipale
Le nombre d'habitants de la commune étant inférieur à 100, le nombre de membres du conseil municipal est de 7.

#### Liste des maires
| Période                                  | Période                   | Identité                 | Étiquette | Qualité                                   |
| ---------------------------------------- | ------------------------- | ------------------------ | --------- | ----------------------------------------- |
| Les données manquantes sont à compléter. |                           |                          |           |                                           |
| avant 1877                               | après 1879                | Martin                   |           |                                           |
| Les données manquantes sont à compléter. |                           |                          |           |                                           |
| mars 2001                                | En cours (au 4 juin 2020) | Laurence Hauet-Chatelain | DVD       | Employée Réélue pour le mandat 2020-2026, |

## Démographie
L'évolution du nombre d'habitants est connue à travers les recensements de la population effectués dans la commune depuis 1793. Pour les communes de moins de 10 000 habitants, une enquête de recensement portant sur toute la population est réalisée tous les cinq ans, les populations de référence des années intermédiaires étant quant à elles estimées par interpolation ou extrapolation. Pour la commune, le premier recensement exhaustif entrant dans le cadre du nouveau dispositif a été réalisé en 2007.

En 2022, la commune comptait 63 habitants, en évolution de −4,55 % par rapport à 2016 (Aisne : −1,97 %, France hors Mayotte : +2,11 %).
| 1793 | 1800 | 1806 | 1821 | 1831 | 1836 | 1841 | 1846 | 1851 |
| ---- | ---- | ---- | ---- | ---- | ---- | ---- | ---- | ---- |
| 330  | 309  | 317  | 341  | 361  | 357  | 322  | 296  | 289  |

| 1856 | 1861 | 1866 | 1872 | 1876 | 1881 | 1886 | 1891 | 1896 |
| ---- | ---- | ---- | ---- | ---- | ---- | ---- | ---- | ---- |
| 248  | 234  | 210  | 196  | 191  | 193  | 261  | 251  | 227  |

| 1901 | 1906 | 1911 | 1921 | 1926 | 1931 | 1936 | 1946 | 1954 |
| ---- | ---- | ---- | ---- | ---- | ---- | ---- | ---- | ---- |
| 206  | 171  | 167  | 138  | 160  | 202  | 176  | 142  | 155  |

| 1962 | 1968 | 1975 | 1982 | 1990 | 1999 | 2006 | 2007 | 2012 |
| ---- | ---- | ---- | ---- | ---- | ---- | ---- | ---- | ---- |
| 120  | 95   | 62   | 66   | 63   | 50   | 61   | 63   | 62   |

| 2017 | 2022 | - | - | - | - | - | - | - |
| ---- | ---- | - | - | - | - | - | - | - |
| 67   | 63   | - | - | - | - | - | - | - |

## Lieux et monuments
- Église Saint-Nicolas.
- Deux monuments sont présents  : un monument dédié aux morts de la commune et un monument érigé en mémoire de l'équipage du bombardier américain B-26 Marauder tombé à la Neuville-Housset le 24 novembre 1944.

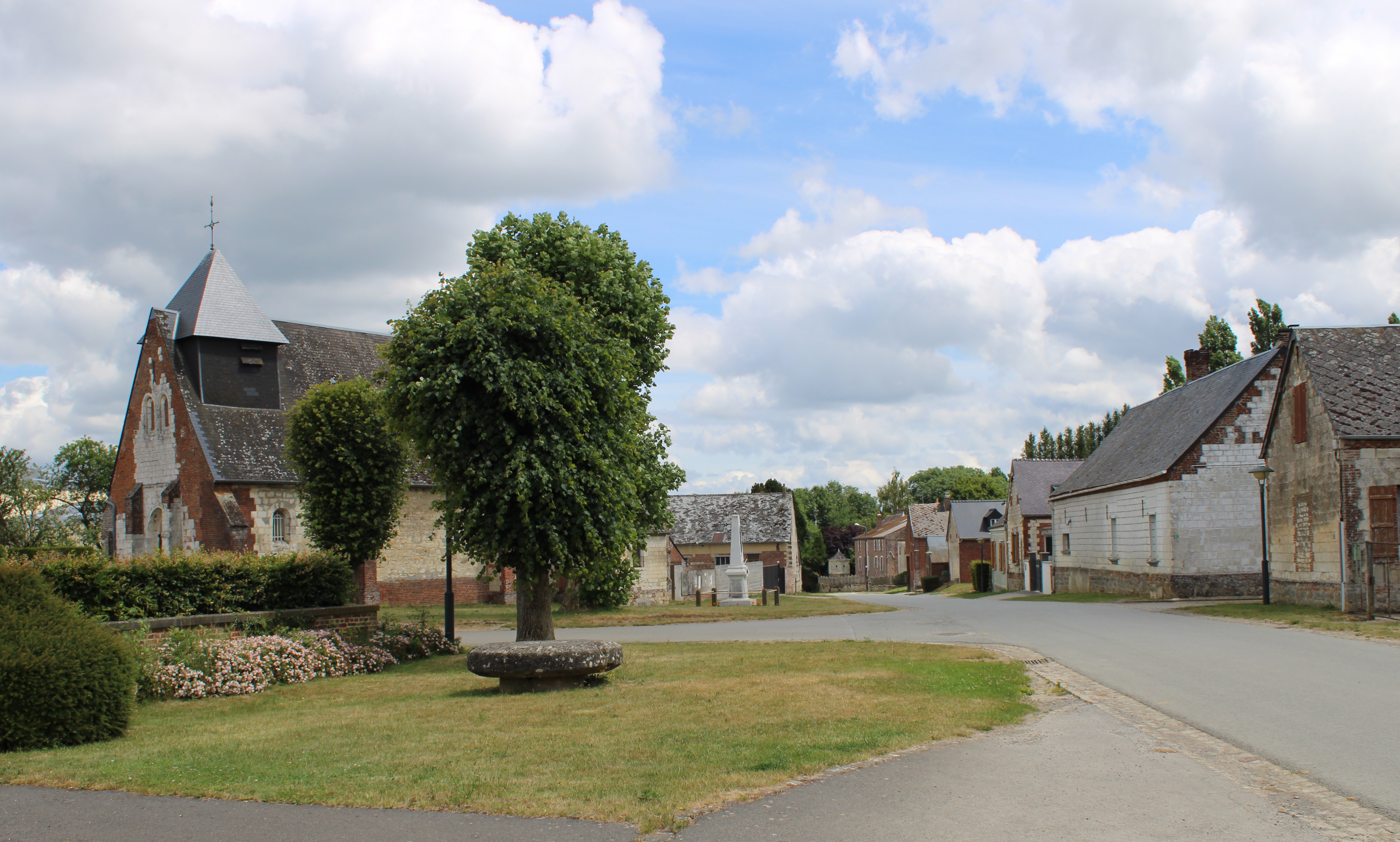
La place.
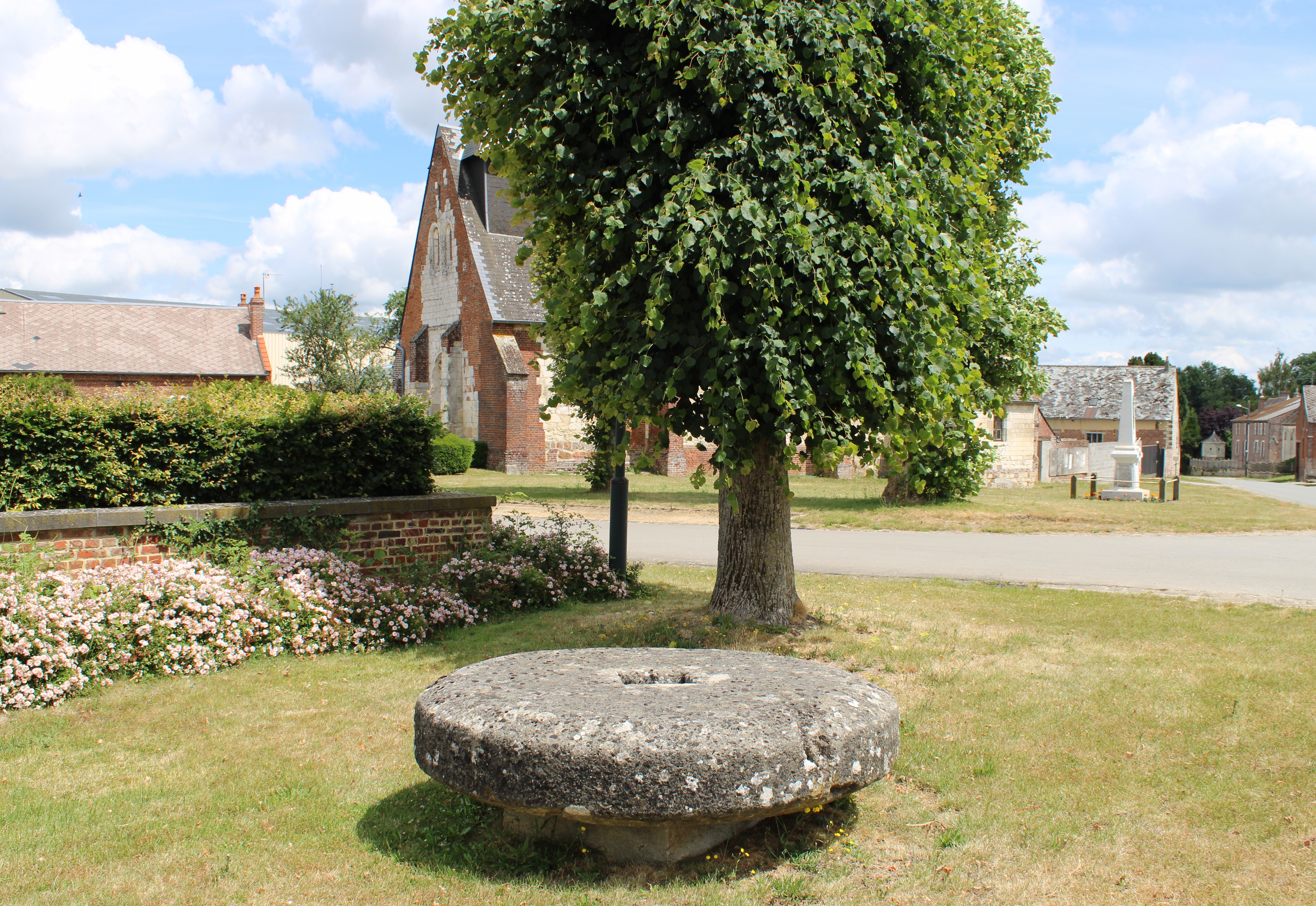
Ancienne meule du moulin.
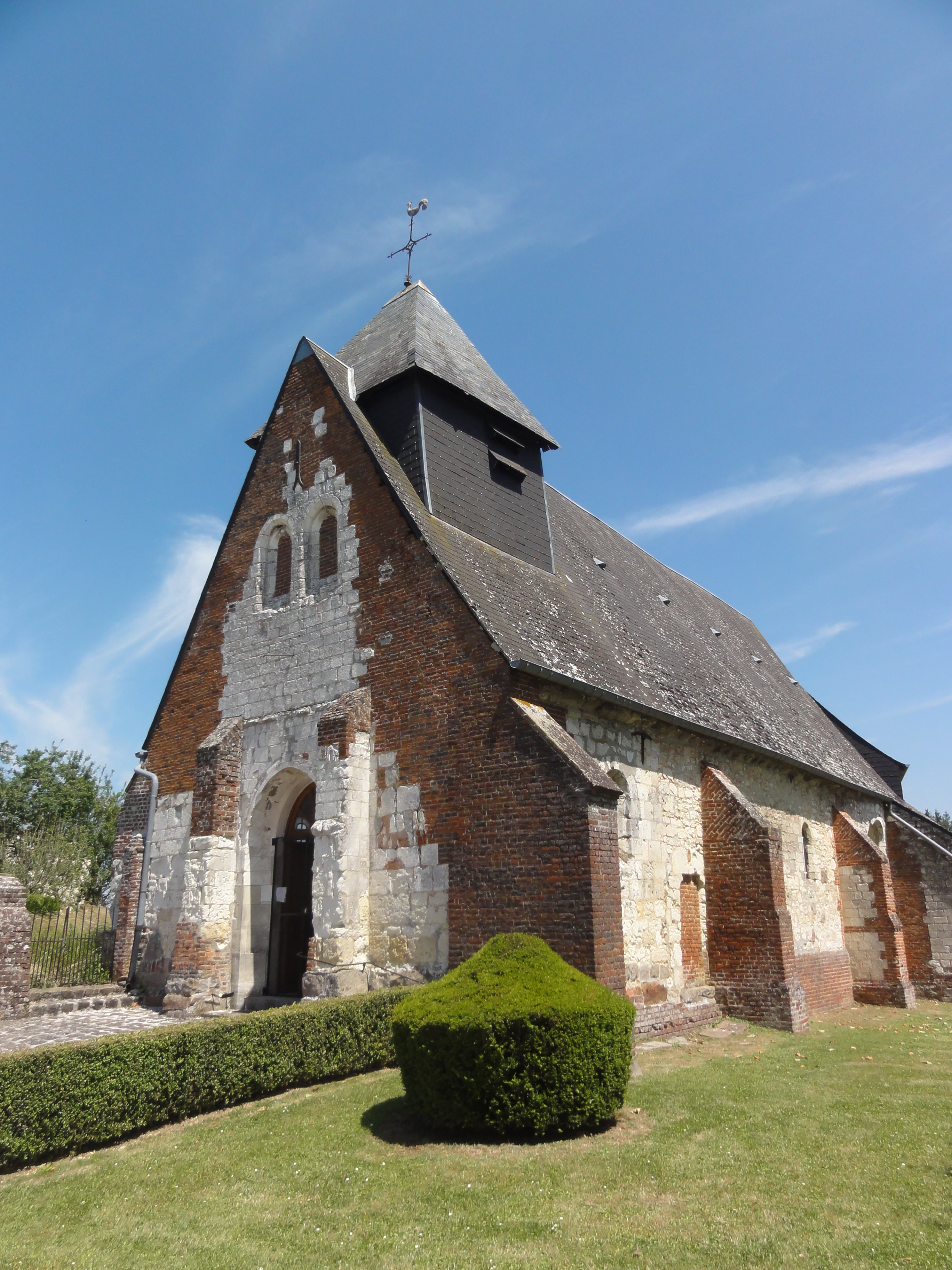
L'église Saint-Nicolas.
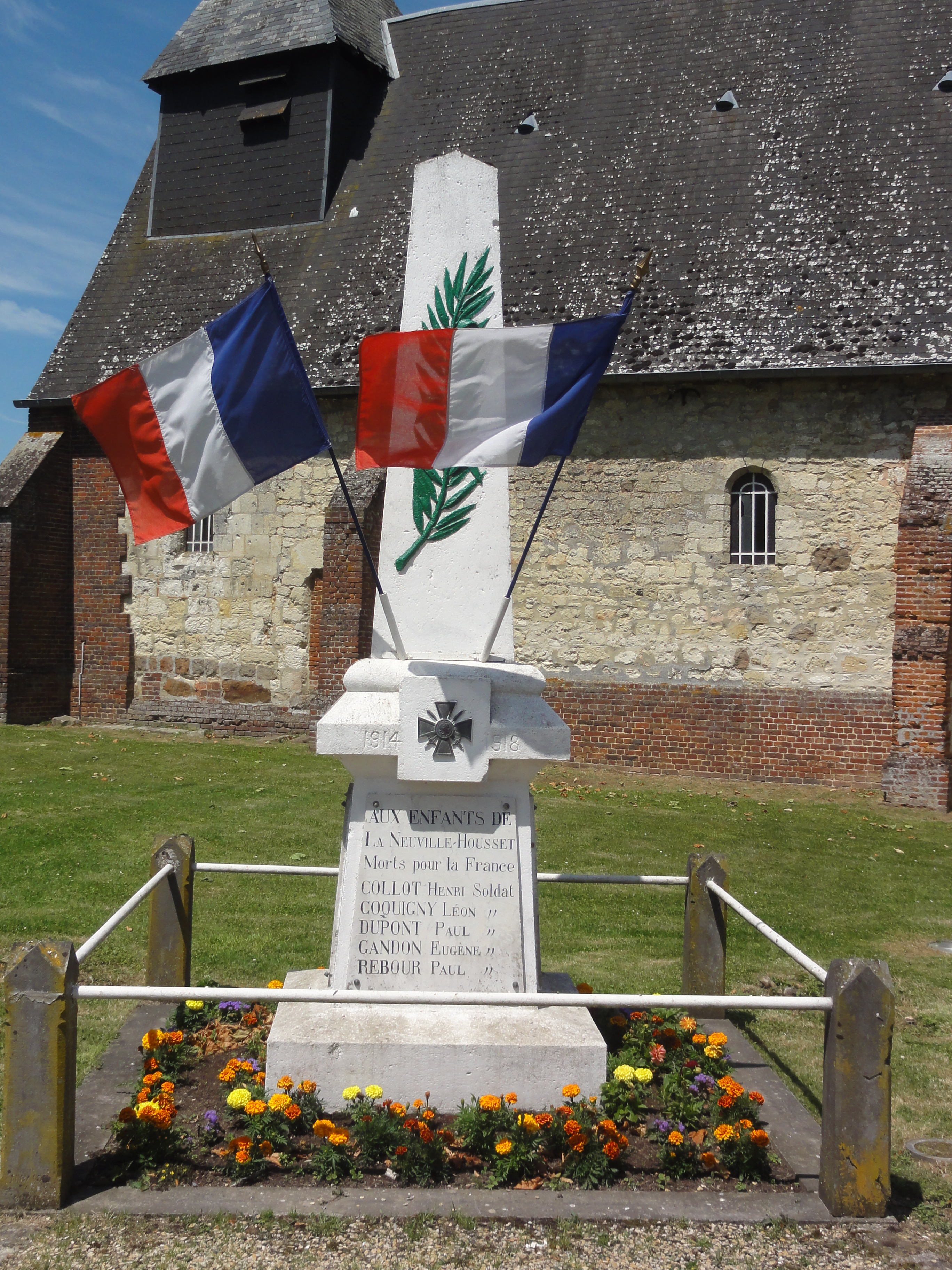
Le monument aux morts 1914-1918.
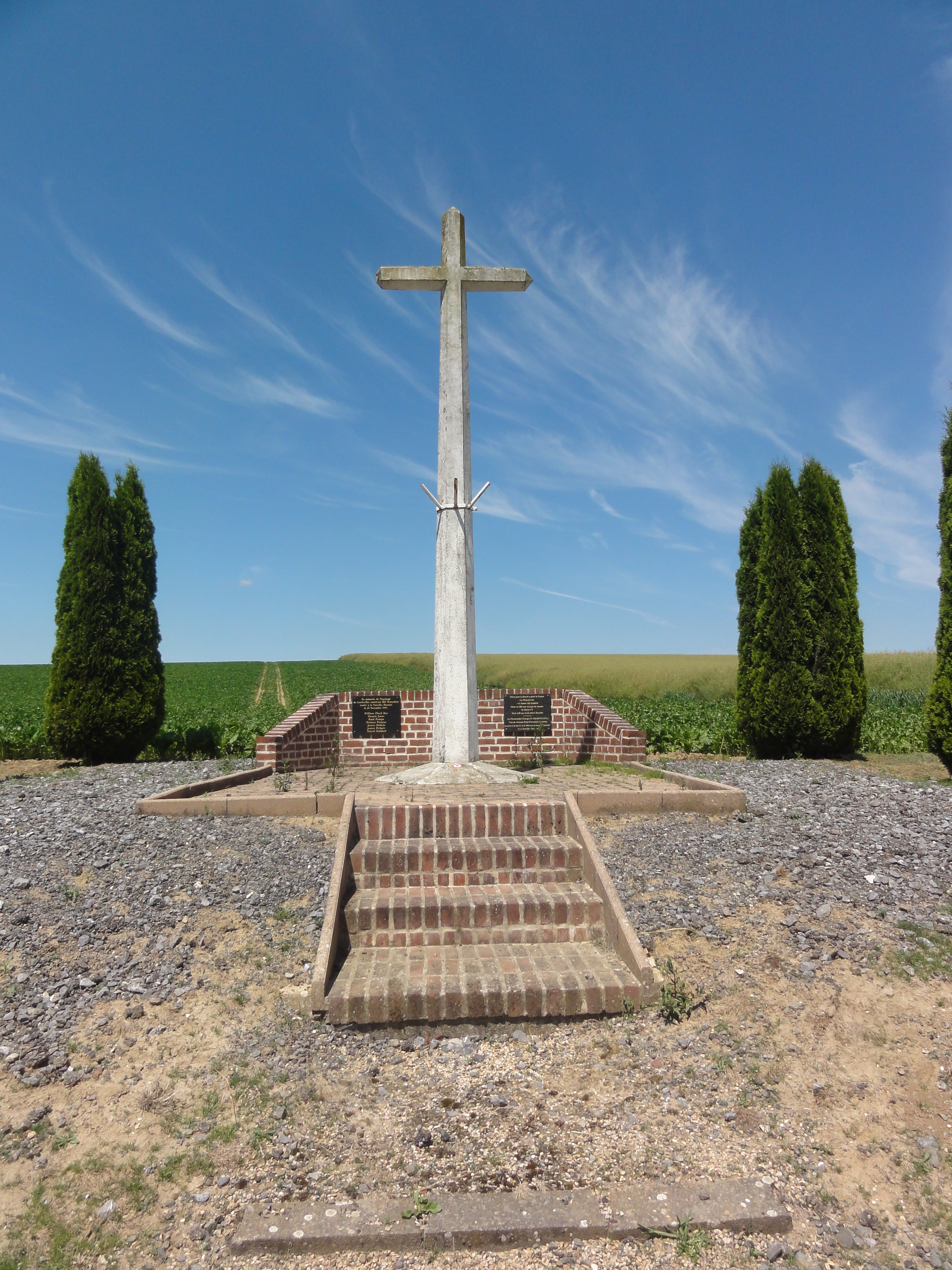
Croix - monument aux morts 1944.
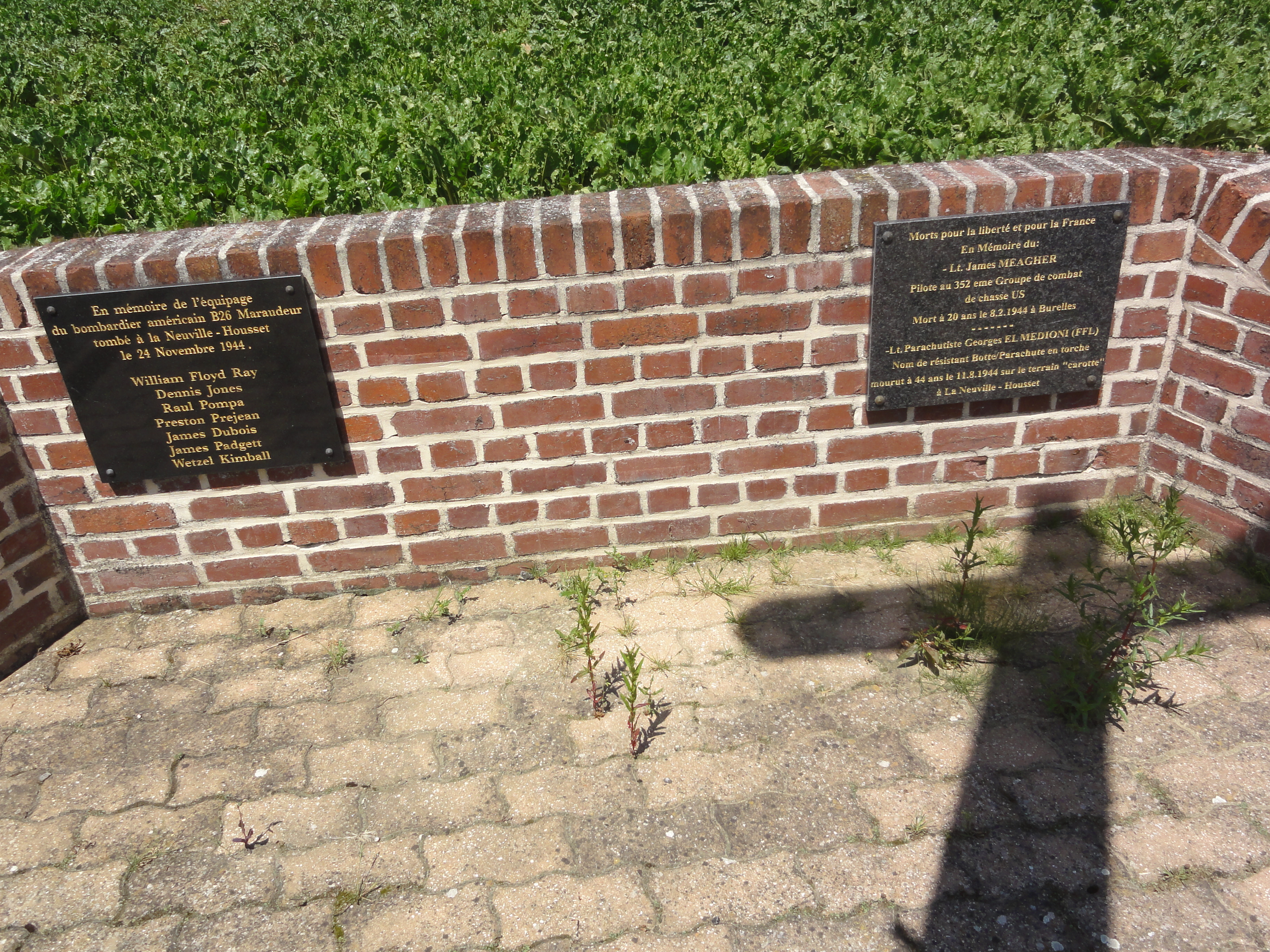
Plaques monument de 1944.